# Tordyliopsis brunonis
Tordyliopsis brunonis är en flockblommig växtart som beskrevs av Dc. Tordyliopsis brunonis ingår i släktet Tordyliopsis och familjen flockblommiga växter. Inga underarter finns listade i Catalogue of Life.